# المغامرة (فلم)
المغامرة هو فيلم سينمائي سوري من إنتاج : المؤسسة العامة للسينما - سوريا واخراج : محمد شاهين.
قصة : سعد الله ونوس . مدير التصوير : حسن عزالدين، التصوير : عبدة حمزة، الموسيقى : سهيل عرفة.

## الممثلين
- إغراء
- أسامة الروماني
- أسعد فضة
- سلوى سعيد
- هاني الروماني
- أحمد عداس
- رياض نحاس
- منى واصف - كضيفة شرف .

## روابط خارجية
- مقالات تستعمل روابط فنية بلا صلة مع ويكي بيانات